# Arash Miresmaeili
Arash Miresmaeili –en persa, آرش میراسماعیلی– (Jorramabad, 3 de marzo de 1981) es un deportista iraní que compitió en judo.
Ganó cuatro medallas en el Campeonato Mundial de Judo entre los años 2001 y 2007, y cinco medallas en el Campeonato Asiático de Judo entre los años 1999 y 2008. En los Juegos Asiáticos consiguió dos medallas en los años 1998 y 2006.

## Palmarés internacional
| Campeonato Mundial  | Campeonato Mundial      | Campeonato Mundial | Campeonato Mundial |
| Año                 | Lugar                   | Medalla            | Categoría          |
| ------------------- | ----------------------- | ------------------ | ------------------ |
| 2001                | Múnich (Alemania)       | Medalla de oro     | –66 kg             |
| 2003                | Osaka (Japón)           | Medalla de oro     | –66 kg             |
| 2005                | El Cairo (Egipto)       | Medalla de bronce  | –66 kg             |
| 2007                | Río de Janeiro (Brasil) | Medalla de bronce  | –66 kg             |
| Juegos Asiáticos    |                         |                    |                    |
| Año                 | Lugar                   | Medalla            | Categoría          |
| 1998                | Bangkok (Tailandia)     | Medalla de bronce  | –66 kg             |
| 2006                | Doha (Catar)            | Medalla de plata   | –66 kg             |
| Campeonato Asiático |                         |                    |                    |
| Año                 | Lugar                   | Medalla            | Categoría          |
| 1999                | Wenzhou (China)         | Medalla de oro     | –66 kg             |
| 2001                | Ulán Bator (Mongolia)   | Medalla de oro     | –66 kg             |
| 2005                | Taskent (Uzbekistán)    | Medalla de plata   | –66 kg             |
| 2007                | Kuwait (Kuwait)         | Medalla de bronce  | –66 kg             |
| 2008                | Jeju (Corea del Sur)    | Medalla de oro     | –66 kg             |